# Herbert James Willing
Herbert James Willing (Rotterdam, 1878. augusztus 16. – ?, 1943. szeptember 15.) holland nemzetközi labdarúgó-játékvezető.

## Pályafutása

### Nemzetközi játékvezetés
A Holland labdarúgó-szövetség Játékvezető Bizottsága (JB) 1906-ban terjesztette fel nemzetközi játékvezetőnek, a Nemzetközi Labdarúgó-szövetség (FIFA) bíróinak keretébe. Több nemzetek közötti válogatott és klubmérkőzést vezetett. Az aktív nemzetközi játékvezetéstől 1914-ben búcsúzott. Válogatott mérkőzéseinek száma: 15.

#### Olimpia
Az 1912. évi nyári olimpiai játékok labdarúgó tornáján a FIFA bíróként alkalmazta.
| Időpont          | Helyszín                      | Mérkőzés típusa           | Mérkőzés               | Eredmény | Nézők száma |
| ---------------- | ----------------------------- | ------------------------- | ---------------------- | -------- | ----------- |
| 1912. június 29. | Råsunda Stadion, Solna község | 1. forduló                | Ausztria–Németország   | 5 – 1    | 2 000       |
| 1912. július 1.  | Råsunda Stadion, Solna község | vigaszág (1. forduló)     | Olaszország–Svédország | 1 – 0    | 2 500       |
| 1912. július 3.  | Råsunda Stadion, Solna község | vigaszág (egyik elődöntő) | Ausztria–Olaszország   | 5 – 1    | 3 500       |
| 1912. július 5.  | Råsunda Stadion, Solna község | vigaszági döntő           | Ausztria–Magyarország  | 0 – 3    | 5 000       |